# Hohes Licht
Le Hohes Licht est un sommet des Alpes, à 2 651 m d'altitude, dans les Alpes d'Allgäu, et en particulier le point culminant du chaînon principal, en Autriche (Land du Tyrol).